# Pulsar optique
Un pulsar optique est un pulsar qui peut être détecté dans le spectre visible. Très peu d'entre eux sont connus. Par exemple, le pulsar du Crabe a été détecté par des techniques stroboscopiques en 1969, à l'observatoire Steward. Le pulsar des Voiles a été détecté en 1977 à l'Observatoire anglo-australien et était l'étoile la plus faible jamais trouvée à ce moment-là[réf. nécessaire].
Les six pulsars optiques connus ont été répertoriés par Shearer et Golden (2002) :
| Nom du pulsar                                        | Magnitude (B) |
| ---------------------------------------------------- | ------------- |
| PSR B0531+21 (pulsar du Crabe)                       | 17            |
| PSR B0833-45 (pulsar des Voiles)                     | 24            |
| PSR B0540-69 (situé dans le Grand Nuage de Magellan) | 23            |
| PSR B0531+21                                         | 18            |
| PSR B0633+17 = PSR J0633+1746 (Geminga)              | 25.5          |
| PSR B1509-58                                         | 25.7          |
| PSR B0656+14                                         | 26            |